# 9280 Stevenjoy
9280 Stevenjoy eller 1981 EQ14 är en asteroid i huvudbältet som upptäcktes den 1 mars 1981 av den amerikanska astronomen Schelte J. Bus vid Siding Spring-observatoriet. Den är uppkallad efter Steven P. Joy.